# Курский сельсовет (Алтайский край)
Курский сельсовет — муниципальное образование со статусом сельского поселения и административно-территориальное образование в Кулундинском районе Алтайского края России. Административный центр — село Курск.

## История
10 ноября 2009 года были упразднены разъезд Златополь Златополинского сельсовета, Железнодорожной Казармы 15 км Курского сельсовета, разъезд 129 км Октябрьского сельсовета.

## Демография
По результатам Всероссийской переписи населения 2010 года, численность населения муниципального образования составила 1550 человек, в том числе 772 мужчины и 778 женщин. Оценка Росстата на 1 января 2012 года — 1473 человека.

## Населённые пункты
В состав сельского поселения входит 6 населённых пунктов:
- село Виноградовка,
- село Воскресеновка,
- село Курск,
- посёлок Мирный,
- село Новопокровка,
- село Попасное.